# Фонтана Анђелика (Авелино)
Фонтана Анђелика је насеље у Италији у округу Авелино, региону Кампанија.
Према процени из 2011. у насељу је живело 26 становника. Насеље се налази на надморској висини од 574 м.